# Jean-Michel Maulpoix
Jean-Michel Maulpoix est un poète et critique littéraire français, né à Montbéliard le 11 novembre 1952.

## Biographie

### Formation
Ancien élève de l'École normale supérieure de Saint-Cloud (promotion 1973) et agrégé de lettres modernes, Jean-Michel Maulpoix est l'auteur d’une thèse de doctorat d'État sur « la notion de lyrisme ». 

### Carrière
Il a enseigné à l'université Paris X - Nanterre (« Poésie moderne et contemporaine »). Un temps professeur émérite à l'université Paris 3 - Sorbonne Nouvelle, cet éméritat lui a été retiré par un vote de la commission recherche de l'Université en raison des violences conjugales exercées contre sa femme. Il est actuellement directeur du Nouveau Recueil, revue trimestrielle de littérature et de critique, publiée aux éditions Champ Vallon, aujourd'hui numérique. 
Il préside la Maison des écrivains et de la littérature de 2004 à 2007, ainsi que la commission d'aide à la création poétique du Centre national du livre. 
En 2022, au moment de la sortie de son recueil Rue des fleurs, il reçoit le prix Goncourt de la poésie pour l'ensemble de son œuvre,,.

## Affaire judiciaire
Le 13 février 2024, Jean-Michel Maulpoix est condamné par le tribunal judiciaire de Strasbourg à dix-huit mois de prison avec sursis pour violences conjugales sur son épouse Laure Helms. Il ne fait pas appel de la décision judiciaire,.

## Œuvres

### Poésie et récits
- Locturnes, Lettres nouvelles/Maurice Nadeau, 1978
- La Parole est fragile, Cheyne, 1981
- Emondes, Solaire, 1981, rééd. Fata Morgana, 1986
- La matinée à l'anglaise, Seghers, 1981
- Dans la paume du rêveur, Fata Morgana, 1984
- Un dimanche après-midi dans la tête, P.O.L, 1984, rééd. Mercure de France, 1995
- Ne cherchez plus mon cœur, P.O.L, 1986
- Papiers froissés dans l'impatience, Champ Vallon, 1987
- Précis de théologie à l'usage des anges, Fata Morgana, 1988
- Recherche du soleil levant, Fata Morgana, 1990
- Portraits d'un éphémère, Mercure de France, 1990
- Dans l’interstice, Fata Morgana, 1991
- Une histoire de bleu, Mercure de France, 1992, rééd. coll. « Poésie Gallimard »,  2005
- Les Abeilles de l'invisible, Champ Vallon, 1993
- L’Écrivain imaginaire, Mercure de France, 1994
- Domaine public, Mercure de France, 1998
- L'Instinct de ciel, Mercure de France, 2000
- Chutes de pluie fine, Mercure de France, 2002
- Pas sur la neige, Mercure de France, 2004
- Boulevard des Capucines, Mercure de France, 2006[12]
- Journal d’un enfant sage, Mercure de France, 2010.
- Le Voyageur à son retour, Le Passeur, 2016
- L’Hirondelle rouge, Mercure de France, 2017[13]
- Le jour venu, Mercure de France, 2020
- Rue des fleurs, Mercure de France, 2022
- Le Jardin sous la neige, Mercure de France, 2023

#### Collectif
- Writing the Real: A Bilingual Anthology of Contemporary French Poetry (traducteur Michael Bishop), 2016, Enitharmon Press

### Essais
- Henri Michaux, passager clandestin, Champ Vallon, 1985
- Jacques Réda, le désastre et la merveille, Seghers, 1986
- La Voix d'Orphée, José Corti, 1989
- Léon Zack ou l'instinct de ciel, La Différence, 1991
- Tonia Cariffa, Éditions Porte du Sud, 1991
- La Poésie malgré tout, Mercure de France, 1996
- La Poésie comme l'amour, Mercure de France, 1998
- Du Lyrisme, José Corti, 2000
- Le Poète perplexe, José Corti, 2002
- Adieux au poème, José Corti, 2005 Prix Louis-Barthou de l’Académie française en 2006.
- Pour un lyrisme critique, José Corti, 2009[14]
- La Musique inconnue, José Corti, 2013
- La poésie a mauvais genre, José Corti, coll. « En lisant en écrivant », 2016
- Les 100 mots de la poésie, P.U.F., coll. « Que sais-je ? » n° 4114, 2018
- Anatomie du poète, José Corti, coll. « En lisant en écrivant », 2020

## Distinctions
- 2022 : Prix Goncourt de la poésie pour l'ensemble de son œuvre

#### Numéros spéciaux de revues
- Revue La Sape, numéro 43/44 intitulé « Jean-Michel Maulpoix. Poèmes inédits, entretien, études et témoignages », Montgeron, 1996.
- Revue Nu(e), numéro 48 intitulé « Autour du bleu : sur l’œuvre de Jean-Michel Maulpoix », numéro coordonné par Corinne Bayle, Corinne Godmer et Jean-Yves Masson, Nice, Association NU, avril 2011.
- Revue Faire part, numéro 28/29 intitulé « Jean-Michel Maulpoix, d'un bleu critique », dossier coordonné par Jean-Gabriel Cosculluela et Alain Chanéac, Mariac, 2011.

#### Thèse de doctorat
- Gabriel Grossi, « La basse continue dans l'œuvre poétique de Jean-Michel Maulpoix », thèse de doctorat soutenue en janvier 2015 à l'université Nice-Sophia-Antipolis, sous la direction de Béatrice Bonhomme.